# Taça da Liga 2008/09
De Taça da Liga 2008-09 was de tweede editie van de Taça da Liga. Het toernooi begon op 2 augustus 2008 en eindigde op 21 maart 2009. Benfica won de finale ten koste van Sporting Lissabon.

## Eerste ronde
| No. | Thuis            | totaal score  | Bezoekers           | 1e wedstrijd | 2e wedstrijd |
| --- | ---------------- | ------------- | ------------------- | ------------ | ------------ |
| 1   | Feirense         | 1-2           | Vizela              | 1-2          | 0-0          |
| 2   | Santa Clara      | 1-2           | Olhanense           | 0-0          | 1-2          |
| 3   | Estoril-Praia    | 2-1           | UD Oliveirense      | 1-0          | 1-1          |
| 4   | Varzim           | 0-1           | União Leiria        | 0-0          | 0-1          |
| 5   | Sporting Covilhã | niet gespeeld | Boavista            |              |              |
| 6   | Freamunde        | 3-3 ns (4-2)  | Desportivo das Aves | 3-1          | 0-2          |
| 7   | Portimonense     | 1-4           | Gil Vicente         | 0-2          | 1-2          |
| 8   | Gondomar         | 3-3 ns (5-4)  | Beira-Mar           | 3-1          | 0-2          |

Gekwalificeerde teams vet gezet

## Tweede ronde
| Betekenis van de kleuren in de tabel |
| Door naar de derde ronde             |

### Groep A
| Team            | GP | W | D | L | GF | GA | GD | Pts |
| --------------- | -- | - | - | - | -- | -- | -- | --- |
| Rio Ave (PL)    | 2  | 2 | 0 | 0 | 3  | 1  | +2 | 6   |
| SC Braga (PL)   | 2  | 1 | 0 | 1 | 4  | 1  | +3 | 3   |
| Leixões SC (PL) | 2  | 0 | 0 | 2 | 1  | 6  | −5 | 0   |

### Groep B
| Team                  | GP | W | D | L | GF | GA | GD | Pts |
| --------------------- | -- | - | - | - | -- | -- | -- | --- |
| CF Belenenses (PL)    | 2  | 1 | 1 | 0 | 1  | 0  | +1 | 4   |
| Gil Vicente (LH)      | 2  | 0 | 0 | 1 | 2  | 2  | 0  | 3   |
| Sporting Covilhã (LH) | 2  | 0 | 1 | 1 | 1  | 2  | −1 | 1   |

### Groep C
| Team                 | GP | W | D | L | GF | GA | GD | Pts |
| -------------------- | -- | - | - | - | -- | -- | -- | --- |
| Paços Ferreira (PL)  | 2  | 2 | 0 | 0 | 4  | 1  | +2 | 6   |
| Estrela Amadora (PL) | 2  | 1 | 0 | 1 | 5  | 3  | +2 | 3   |
| FC Vizela (LH)       | 2  | 0 | 0 | 2 | 1  | 6  | −5 | 0   |

### Groep D
| Team                     | GP | W | D | L | GF | GA | GD | Pts |
| ------------------------ | -- | - | - | - | -- | -- | -- | --- |
| CD Nacional Madeira (PL) | 2  | 1 | 0 | 1 | 2  | 1  | +1 | 3   |
| CD Trofense (PL)         | 2  | 0 | 0 | 1 | 1  | 2  | −1 | 3   |
| União Leiria (LH)        | 2  | 0 | 0 | 1 | 1  | 1  | 0  | 3   |

### Groep E
| Team                  | GP | W | D | L | GF | GA | GD | Pts |
| --------------------- | -- | - | - | - | -- | -- | -- | --- |
| SC Olhanense (LH)     | 2  | 1 | 0 | 1 | 3  | 2  | +1 | 3   |
| Naval 1º de Maio (PL) | 2  | 1 | 0 | 1 | 3  | 2  | +1 | 3   |
| GD Estoril-Praia (LH) | 2  | 1 | 0 | 1 | 4  | 4  | 0  | 3   |

### Groep F
| Team                   | GP | W | D | L | GF | GA | GD | Pts |
| ---------------------- | -- | - | - | - | -- | -- | -- | --- |
| Académica Coimbra (PL) | 2  | 1 | 1 | 0 | 3  | 1  | +2 | 4   |
| Gondomar SC (LH)       | 2  | 1 | 0 | 1 | 1  | 2  | −1 | 3   |
| SC Freamunde (LH)      | 2  | 0 | 1 | 1 | 1  | 2  | −1 | 1   |

## Derde ronde
De loting voor de derde ronde vond plaats op 13 november 2008
| Betekenis van de kleuren in de tabel |
| Naar de halve finales                |

### Groep A
| Team (Liga)              | Pts | G | W | D | V | DV | DT | +/− |
| ------------------------ | --- | - | - | - | - | -- | -- | --- |
| FC Porto (PL)            | 6   | 3 | 2 | 0 | 1 | 4  | 3  | +1  |
| CD Nacional Madeira (PL) | 4   | 3 | 1 | 1 | 1 | 3  | 3  | 0   |
| Académica Coimbra (PL)   | 4   | 3 | 1 | 1 | 1 | 3  | 3  | 0   |
| Vitória Setúbal (PL)     | 3   | 3 | 1 | 0 | 2 | 3  | 4  | −1  |

### Groep B
| Team (Liga)            | Pts | G | W | D | V | DV | DT | +/− |
| ---------------------- | --- | - | - | - | - | -- | -- | --- |
| Sporting Lissabon (PL) | 9   | 3 | 3 | 0 | 0 | 9  | 1  | +8  |
| Rio Ave (PL)           | 3   | 3 | 1 | 0 | 2 | 3  | 4  | −1  |
| Marítimo Funchal (PL)  | 3   | 3 | 1 | 0 | 2 | 3  | 6  | −3  |
| Paços Ferreira (PL)    | 3   | 3 | 1 | 0 | 2 | 4  | 8  | −4  |

### Groep C
| Team (Liga)            | Pts | G | W | D | V | DV | DT | +/− |
| ---------------------- | --- | - | - | - | - | -- | -- | --- |
| Benfica (PL)           | 9   | 3 | 3 | 0 | 0 | 7  | 1  | +6  |
| Vitória Guimarães (PL) | 4   | 3 | 1 | 1 | 1 | 3  | 2  | +1  |
| CF Belenenses (PL)     | 4   | 3 | 1 | 1 | 1 | 2  | 1  | +1  |
| SC Olhanense (LH)      | 0   | 3 | 0 | 0 | 3 | 1  | 9  | −8  |

## Halve finale
|                           |                              |       |                   |                                                                                 |
| 4 februari 2009 21:15 UTC | Benfica                      | 2 – 1 | Vitória Guimarães | Estádio da Luz, Lissabon Toeschouwers: 13.648 Scheidsrechter: Artur Soares Dias |
| 4 februari 2009 21:15 UTC | Arnolin 69' (e.d.) Aimar 87' |       | 89' Desmarets     | Estádio da Luz, Lissabon Toeschouwers: 13.648 Scheidsrechter: Artur Soares Dias |

|                           |                                                  |       |             |                                                               |
| 4 februari 2009 19:00 UTC | Sporting Lissabon                                | 4 – 1 | FC Porto    | Estádio José Alvalade, Lissabon Scheidsrechter: Carlos Xistra |
| 4 februari 2009 19:00 UTC | Romagnoli 35' (pen.), 48' (pen.) Derlei 65', 80' |       | 9' Sektioui | Estádio José Alvalade, Lissabon Scheidsrechter: Carlos Xistra |

## Finale
|                         |                   |                  |                  |                                                                             |
| 21 maart 2009 21:45 UTC | Sporting Lissabon | 1 – 1 ns (2 – 3) | Benfica          | Estádio Algarve, Faro Toeschouwers: 30.000 Scheidsrechter: Lucílio Baptista |
| 21 maart 2009 21:45 UTC | Pereirinha 48'    |                  | 75' (pen.) Reyes | Estádio Algarve, Faro Toeschouwers: 30.000 Scheidsrechter: Lucílio Baptista |